# Barbarophryne brongersmai
Genre
Espèce
Synonymes
- Bufo brongersmai Hoogmoed, 1972
- Pseudepidalea brongersmai (Hoogmoed, 1972)

Statut de conservation UICN

 NT  : Quasi menacé
Barbarophryne brongersmai, unique représentant du genre Barbarophryne, est une espèce d'amphibiens de la famille des Bufonidae.

## Répartition
Cette espèce se rencontre jusqu'à 1 600 m d'altitude du centre du Maroc au Nord du Sahara occidental.
Sa présence est incertaine en Algérie.

## Description
Les mâles mesurent de 41 à 51 mm et la femelle 48 mm.

## Étymologie
Cette espèce est nommée en l'honneur de Leo Daniël Brongersma.

## Publications originales
- Beukema, de Pous, Donaire-Barroso, Bogaerts, Garcia-Porta, Escoriza, Arribas, El Mouden & Carranza, 2013 : Review of the systematics, distribution, biogeography and natural history of Moroccan amphibians. Zootaxa, no 3661, p. 1–60.
- Hoogmoed, 1972 : On a new species of toad from Southern Morocco. Zoologische Mededelingen, vol. 47, p. 49-67 (texte intégral).